# Groupe Chéritel
Le Groupe Chéritel est une entreprise grossiste en légumes, basée à Grâces (Côtes-d'Armor) et fondée en 1987 par Jean Chéritel.

## Histoire
Chéritel Trégor Légumes est fondée en 1987 par Jean Chéritel, qui crée en 1994 la branche Breizh Primeurs, une société d'expédition qui assure la commercialisation de la marque Prince de Bretagne. Le groupe met en place en 2001 une unité de transformation de légumes, à destination de la grande et moyenne distribution. Il acquiert en 2015 la société Lefoulon et s'implante à Rungis.
En septembre 2018, des fruits et légumes pourris se déversent accidentellement dans le Trieux depuis des conteneurs de l'entreprise.

## Activité
L'entreprise emploie, en 2018, une centaine de salariés et réalise un chiffre d'affaires de 40 millions d'euros.

## Condamnations
En décembre 2018, l'entreprise est condamnée en première instance à 261.000 euros d'amende pour avoir fait travailler illégalement, via une société intermédiaire, des intérimaires bulgares. L'entreprise, condamnée pour « délit de marchandage (...) commis à l’égard de plusieurs personnes : opération illégale à but lucratif de fourniture de main d’œuvre », fait appel,.
En novembre 2019, le gérant Jean Chéritel est condamné en première instance par le tribunal correctionnel de Saint-Brieuc à trois mois de prison avec sursis pour « tromperie sur l'origine française ou étrangère d'un produit ». L'entreprise est également reconnue coupable de manquement à l'obligation de traçabilité. L'entreprise avait vendu pendant plusieurs années au groupe Aldi des tomates à l'origine frauduleuse, estampillées origine France mais provenant en réalité des Pays-Bas, d'Espagne ou du Maroc,,.

## Relations avec la presse
En 2015, le groupe Chéritel exerce son droit de réponse puis poursuit en diffamation le Télégramme pour un article intitulé « Travailleurs bulgares. Des PV pour le maraîcher ». Le quotidien est condamné le 5 octobre 2016 par le tribunal de grande instance de Paris. En mai 2021, le groupe Chéritel perd son procès contre trois syndicalistes qui avaient dénoncé, en 2017, les conditions de travail de ces employés intérimaires..
En 2020, le groupe Chéritel attaque en diffamation une enquête d'Inès Léraud parue dans le média Basta ! et intitulée « Travail dissimulé, fraude sur les étiquettes : les multiples abus d’un groupe agro-industriel breton »,,. Un collectif de journalistes apporte son soutien à Inès Léraud, en dénonçant « l’omerta qui règne autour du secteur agroindustriel et la difficulté d’exercer leur métier »,,. Le groupe annonce abandonner ces poursuites en janvier 2021,.